# 483 Batalion Obsługi Lotnisk
483 Batalion Obsługi Lotnisk (483 bol) – pododdział wojsk lotniczych ludowego Wojska Polskiego.
Batalion wchodził w skład 7 Rejonu Baz Lotniczych. Etat 015/343 przewidywał 44 oficerów, 76 podoficerów i 188 szeregowych. Na dzień 1 maja 1945 roku w jednostce było 33 oficerów, 74 podoficerów i 161 szeregowych.
Do końca lipca 1945 roku przy  batalionie sformowano 2 Samodzielną Kompanię Techniczno-Lotniskową.
Jesienią 1945 roku 483 batalion obsługi lotnisk przemianowano na 5 batalion obsługi lotnisk. W końcu stycznia 1946 roku batalion rozwiązano.

## Struktura organizacyjna
- dowództwo i sztabu
- sekcja zaopatrzenia technicznego
- sekcja intendentury
- sekcja uzbrojenia i amunicji
- sekcja finansowa
- kompania łączności
- kompania samochodowa
- kompania ochrony lotniska
- sekcja meteorologiczna
- służba sanitarna
- sekcja żywnościowa
- sekcja materiałów